# Лісовський Володимир Миколайович
Володи́мир Микола́йович Лісо́вський — полковник ЗСУ, заслужений працівник освіти України (2019), учасник російсько-української війни, кандидат політичних наук.

## З життєпису
Закінчив Донецьке вище військове училище; по тому — Національний університет оборони України імені Івана Черняховського.
Станом на 2002 рік — старший викладач військової кафедри, Миколаївський національний університет імені В. О. Сухомлинського.
Учасник російсько-української війни.
Станом на 2019 рік — начальник кафедри військового перекладу, Військовий інститут Київського національного університету імені Тараса Шевченка.
Серед робіт:
- «Паланкове управління періоду Нової Січі в контексті історичних досліджень», 2002
- «Професійний стандарт офіцера військового управління тактичного рівня Збройних Сил України з військового перекладу першого (бакалаврського) рівня вищої освіти ступеня бакалавр за спеціальністю 035 Філологія, спеціалізацією Військовий переклад (за мовами)»; співавтори Б. В. Кременецький, В. В. Левчик, В. В. Балабін, 2016.

## Нагороди та вшанування
- Указом Президента України № 878/2019 від 4 грудня 2019 року за «особисті заслуги у зміцненні обороноздатності Української держави, мужність і самовіддані дії, виявлені у захисті державного суверенітету та територіальної цілісності України, зразкове виконання військового обов'язку» відзначений званням Заслужений працівник освіти України[4].